# 程善之
程善之（1880年11月29日—1942年4月12日），名庆余，字善之，以字行，号小斋，别署一粟，安徽歙县人，中国近代文人、小说家。

## 生平
1880年11月29日（清光绪六年十月二十七日）出生于南京。祖父程希辕字颖芝，是著名的徽州府歙县槐塘籍两淮盐商，也是曾国藩的幕僚，父亲程桓生出生于扬州南河下，为两淮盐运使，驻扬州，程家定居扬州埂子街居仁里。甲午之战后程桓生病逝，享年七十九岁，追赠荣禄大夫。程善之的母亲叶氏是程桓生的侧室。
程善之十六岁补博士弟子员。补博士弟子员，后加入同盟会。
1911年出任上海《中华民报》编辑，在上海加入南社，与姚石子、高天梅、胡朴安、胡寄尘一同参加了在上海愚园举行的南社第七、第八次雅集（1912年10月17日和1913年3月16日）。1913年参与讨袁之役，任孙中山秘书；后回扬州从事教育，任教于美汉中学。“五四运动”时，倡导成立扬州学生会进行声援。1928年与弟子包明叔在镇江创刊《新江苏报》，任主笔。1931年“九·一八”事变后，被聘为国难会参议员；1937年，抗日战争爆发，随报社迁泰县；后转至上海租界出版地下油印报。
1942年，上海租界沦陷，随《新江苏报》迁往宜兴张渚镇，至常州时，4月12日因脑溢血突发去世，葬于扬州平山堂。

## 作品
其著作有《沤和室诗存》、《残水浒》、《宋金战纪》、《四十年闻见录》、《清代割地谈》等。

## 家庭
子程广武（1914年生）